# サッカー・ブンデスリーガ (ドイツ)
ブンデスリーガ（ドイツ語: Fußball-Bundesliga, ドイツ語: [ˈbʊndəsˌliːɡa] ( 音声ファイル); 直訳: 連邦リーグ）は、ドイツにおけるプロサッカーリーグのトップディビジョンである。18チームで構成されており、2. ブンデスリーガとの昇降格制を採用している。
世界トップクラスの集客力があり2022-23シーズンのリーグの平均観客動員数42,997人は世界1位である。
またイングランドのプレミアリーグ、スペインのラ・リーガ、イタリアのセリエA、フランスのリーグ・アンと同様に欧州5大リーグの1つとされている。

## 概要

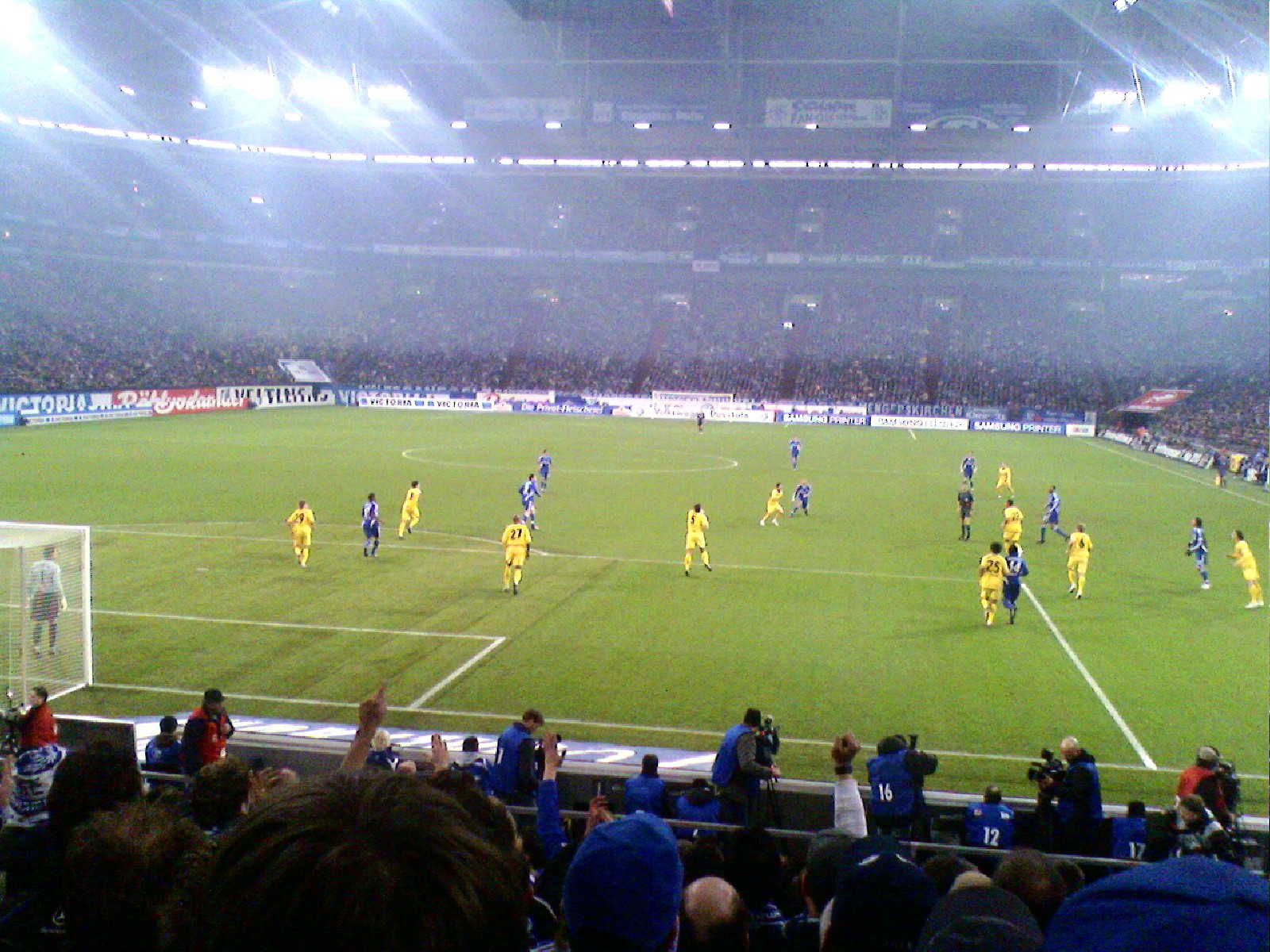
ドルトムント対シャルケの『ルールダービー』

ブンデスリーガが創設されたのは1963年である。他のヨーロッパの国々（特に南ヨーロッパ）と違い、ブンデスリーガに属するには、ヨーロッパで最も厳しいと言われるドイツサッカー連盟のブンデスリーガ・ライセンス取得の条件を満たさないとプロクラブとしてリーグに参加できない。その為、スペインやイタリアのように多額な借金をする事は許されず、特定の選手に破格な年俸を支払う事も健全的な経営の理由から認められない為、バイエルン・ミュンヘンやボルシア・ドルトムントのような資金力のあるクラブ以外は、スター選手を高額な移籍金を払って獲得するのは難しい状態である。
また、オーストリア・ブンデスリーガとは異なり、現在のレギュレーションではチーム名に親会社の企業名を入れることが認められていない。RBライプツィヒがレッドブルと頭文字が同じとなる造語の「RasenBallsport」（造語）を正式名称にしているのはこのためである。フォルクスワーゲンが親会社のヴォルフスブルクにおいても同様であるが、参入時のレギュレーションの関係で企業名をつけても問題がなかったバイエル・レバークーゼンなどの例外もある。さらに、1990年代中頃から始まった各ヨーロッパのサッカーリーグのアジア・アフリカでの国際マーケティングにも出遅れており、イングランドのプレミアリーグやスペインのラ・リーガと比べて高額な国外テレビ放映権等を得ることが出来ていない。このような背景から、各国代表クラスの選手の出戻り組や近隣諸国の代表クラスの選手の加入もあって、リーグ自体は高水準を保ってはいるものの、有力選手の他国リーグへの流出が目立っており、近年は登竜門リーグのような位置づけが強くなっている。とはいえ、ブンデスリーガの健全なリーグ及びクラブ経営は様々な国々の模範とされており、日本サッカー協会もJリーグを設立した際はこのリーグをモデルとしたことは有名である。
ブンデスリーガとは「連邦リーグ」の意味であり、ドイツおよび同じドイツ語圏で連邦制をとっているオーストリアの様々なスポーツリーグ（サッカー、テニス、バスケットボール、ハンドボール、柔道、卓球など）で用いられている。
UEFAチャンピオンズリーグではバイエルン・ミュンヘンが3連覇を含む6回、ボルシア・ドルトムントとハンブルガーSVが1回優勝を果たしている。

## 歴史
ドイツでは1962-63シーズンまで各地域リーグの優勝クラブ参加によるトーナメント（ドイツ・サッカー選手権）で国内チャンピオンを決定していたが、1963年に全国リーグであるブンデスリーガが創設された。1990-91シーズンまでは旧西ドイツに所属するクラブの参加によって行われてきた。
1990年のドイツ再統一によって、旧東ドイツ出身の選手も自国選手として登録が可能になったことで、旧西ドイツに所属する有力クラブは旧東ドイツ代表クラスの有力選手を獲得するようになり、1991-92シーズン以降は旧東ドイツ（ドイツ民主共和国）のDDRオーバーリーガに所属していたクラブも参加するようになった。
しかし資金力や経営力の差などから、旧東ドイツに本拠地を置くクラブはまともに戦える状況ではなく、解散や合併、降格が相次いだ。ディナモ・ドレスデン、ハンザ・ロストック、マクデブルクのような有力クラブであっても統一後は下部リーグでの戦いを余儀なくされ、1部所属はほとんどが旧西ドイツのクラブである。2023-24シーズン時点で旧東ドイツで1部に所属するのは、新興のRBライプツィヒと、地道に昇格したウニオン・ベルリンのみである。
2012-13シーズンはバイエルン・ミュンヘンとボルシア・ドルトムントが優勝を争い、バイエルンがドイツ勢初となるブンデスリーガ、DFBポカール、UEFAチャンピオンズリーグの3冠を達成した。バイエルンは他にもリーグ戦最多勝ち点、最速優勝、最多勝利など数々の歴史を塗り替えた。以降、バイエルンは2022-23シーズンまで11連覇を果たすなど、一強の様相を呈している。しかし、2023-24シーズンはバイエル・レバークーゼンがブンデスリーガ史上初となる無敗で優勝した。

### 制度改革

2007-08シーズン後の再編図

UEFA EURO 2000でドイツ代表が悪い結果になったことをきっかけに、ブンデスリーガ1部、2部のすべてのチームにユースチームを設立する義務をした。1部と2部それぞれ36チームにユースアカデミーを設立した。2006-07シーズンからは外国人枠を排除し、登録選手のうち12人がドイツ人選手でなければならなくなった。また、育成改革も行われて6人の登録選手が地元で育成された選手でないといけない。
2006年、新たに2008-09シーズンよりブンデスリーガ3部が発足することが決定された。2007-08シーズンの結果に基づき、ブンデスリーガ2部からの降格クラブ（4クラブ）と、南北の2リーグに分かれているレギオナルリーガ（現在の3部）の上位クラブ（南北8クラブずつ）によって、3部リーグが構成された。その下に、レギオナルリーガの下位クラブとオーバーリーガの上位クラブによる4部リーグとしてレギオナルリーガが再編成された。2007-08シーズンまでのレギオナルリーガ（3部）は南北2リーグであったが、2008-09シーズン以降の新たなレギオナルリーガ（4部）は3リーグ構成となった。各レギオナルリーガで優勝した3クラブが、ブンデスリーガ3部へと昇格する。また、以前はBチームがブンデスリーガへ昇格することは不可能であったが、この制度改革以降その制限はなくなった。ただし、Aチームと同じディビジョンでプレーすることは認められない。
2020年、新型コロナウイルス感染症の感染対策として、選手、監督、スタッフ全員にPCR検査が義務付けられた。また、2020-21シーズンのみ、9月開幕に伴うスケジュールの過密化を防ぐため、冬季の積雪期間によるリーグ休止期間が廃止された。2021-22シーズンには、冬季の積雪期間によるリーグ休止期間が2週間に短縮された。

## 大会形式
シーズンは、冬季の積雪期間（12月下旬-1月上旬）の休止期間をはさんで、8月-12月に前半戦、1月-5月を後半戦とした2回総当りで構成している。なお、2019-20シーズン後半の新型コロナウイルス感染症の流行に伴うスケジュール変更の影響で、2020-21シーズンは9月開幕により冬季の休止期間自体が廃止。2020-21シーズンより冬季の休止期間は2週間に短縮された。
優勝クラブには優勝皿（マイスター・シャーレ）が与えられる。シーズン最終順位の下位2クラブは2部に自動降格する。最終順位16位のクラブは2部で3位のクラブとホーム・アンド・アウェー方式のプレーオフ（入れ替え戦）を行う。

### リーグ構成
| ドイツのサッカーリーグ構成 | ドイツのサッカーリーグ構成 | ドイツのサッカーリーグ構成 |
| リーグ名                   | レベル                     | チーム数                   |
| -------------------------- | -------------------------- | -------------------------- |
| ブンデスリーガ             | 1部                        | 18                         |
| 2. ブンデスリーガ          | 2部                        | 18                         |
| 3. リーガ                  | 3部                        | 20                         |
| レギオナルリーガ           | 4部                        | 93                         |
| オーバーリーガ             | 5部                        | -                          |

## 所属クラブ
2025-26シーズン
| チーム                             | ホームタウン                         | スタジアム                             | 収容人数 | 前年度成績     |
| ---------------------------------- | ------------------------------------ | -------------------------------------- | -------- | -------------- |
| FCバイエルン・ミュンヘン           | ミュンヘン                           | アリアンツ・アレーナ                   | 75,024   | 1位            |
| バイエル04レバークーゼン           | レバークーゼン                       | バイ・アレーナ                         | 30,210   | 2位            |
| アイントラハト・フランクフルト     | フランクフルト                       | ドイチェバンク・パルク                 | 51,500   | 3位            |
| ボルシア・ドルトムント             | ドルトムント                         | ジグナル・イドゥナ・パルク             | 81,365   | 4位            |
| SCフライブルク                     | フライブルク                         | オイローパ＝パルク・シュタディオン     | 34,700   | 5位            |
| 1.FSVマインツ05                    | マインツ                             | コファス・アレーナ                     | 33,305   | 6位            |
| RBライプツィヒ                     | ライプツィヒ                         | レッドブル・アレーナ                   | 47,069   | 7位            |
| SVヴェルダー・ブレーメン           | ブレーメン                           | ヴェーザーシュタディオン               | 42,100   | 8位            |
| VfBシュトゥットガルト              | シュトゥットガルト                   | MHPアレーナ                            | 60,449   | 9位            |
| ボルシア・メンヒェングラートバッハ | メンヒェングラートバッハ             | シュタディオン・イム・ボルシア・パルク | 54,022   | 10位           |
| VfLヴォルフスブルク                | ヴォルフスブルク                     | フォルクスワーゲン・アレーナ           | 30,000   | 11位           |
| FCアウクスブルク                   | アウクスブルク                       | インパルス・アレーナ                   | 30,660   | 12位           |
| 1.FCウニオン・ベルリン             | ベルリン                             | アルテ・フェルステライ                 | 22,012   | 13位           |
| FCザンクトパウリ                   | ハンブルク                           | ミラントア・シュタディオン             | 29,546   | 14位           |
| TSG1899ホッフェンハイム            | ジンスハイム                         | ライン・ネッカー・アレーナ             | 30,150   | 15位           |
| 1.FCハイデンハイム                 | ハイデンハイム・アン・デア・ブレンツ | フォイト・アレーナ                     | 15,000   | 16位           |
| 1.FCケルン                         | ケルン                               | ラインエネルギーシュタディオン         | 50,400   | 2. ブンデス1位 |
| ハンブルガーSV                     | ハンブルク                           | フォルクスパルクシュタディオン         | 57,000   | 2. ブンデス2位 |

## 歴代優勝クラブ・得点王
| シーズン | 優勝                                 | 2位                                | 3位                                  | 降格                                                                                                 | 得点王                                                                                    |
| -------- | ------------------------------------ | ---------------------------------- | ------------------------------------ | --- | ----------------------------------------------------------------------------------------- |
| 1963-64  | 1.FCケルン                           | マイデリヒャーSV                   | アイントラハト・フランクフルト       | プロイセン・ミュンスター 1.FCザールブリュッケン                                                      | ウーヴェ・ゼーラー (ハンブルク)：30得点                                                   |
| 1964-65  | ヴェルダー・ブレーメン               | 1.FCケルン                         | ボルシア・ドルトムント               | ヘルタBSC                                                                                            | ルードルフ・ブルネンマイアー (1860)：24得点                                               |
| 1965-66  | 1860ミュンヘン                       | ボルシア・ドルトムント             | バイエルン・ミュンヘン               | ボルシア・ノインキルヒェン タスマニア1900ベルリン                                                    | ローター・エメリッヒ (ドルトムント)：31得点                                               |
| 1966-67  | アイントラハト・ブラウンシュヴァイク | 1860ミュンヘン                     | ボルシア・ドルトムント               | フォルトゥナ・デュッセルドルフ ロートヴァイス・エッセン                                              | ローター・エメリッヒ (ドルトムント) ゲルト・ミュラー (バイエルン)：28得点                 |
| 1967-68  | 1.FCニュルンベルク                   | ヴェルダー・ブレーメン             | ボルシア・メンヒェングラートバッハ   | ボルシア・ノインキルヒェン カールスルーエSC                                                          | ヨハネス・レーア (ケルン)：27得点                                                         |
| 1968-69  | バイエルン・ミュンヘン               | アレマニア・アーヘン               | ボルシア・メンヒェングラートバッハ   | 1.FCニュルンベルク キッカーズ・オッフェンバッハ                                                      | ゲルト・ミュラー (バイエルン)：30得点                                                     |
| 1969-70  | ボルシア・メンヒェングラートバッハ   | バイエルン・ミュンヘン             | ヘルタBSC                            | 1860ミュンヘン アレマニア・アーヘン                                                                  | ゲルト・ミュラー (バイエルン)：38得点                                                     |
| 1970-71  | ボルシア・メンヒェングラートバッハ   | バイエルン・ミュンヘン             | ヘルタBSC                            | キッカーズ・オッフェンバッハ ロートヴァイス・エッセン                                                | ローター・コブルーン (オーバーハウゼン)：24得点                                           |
| 1971-72  | バイエルン・ミュンヘン               | シャルケ04                         | ボルシア・メンヒェングラートバッハ   | ボルシア・ドルトムント アルミニア・ビーレフェルト                                                    | ゲルト・ミュラー (バイエルン)：40得点                                                     |
| 1972-73  | バイエルン・ミュンヘン               | 1.FCケルン                         | フォルトゥナ・デュッセルドルフ       | アイントラハト・ブラウンシュヴァイク ロートヴァイス・オーバーハウゼン                                | ゲルト・ミュラー (バイエルン)：36得点                                                     |
| 1973-74  | バイエルン・ミュンヘン               | ボルシア・メンヒェングラートバッハ | フォルトゥナ・デュッセルドルフ       | フォルトゥナ・ケルン ハノーファー96                                                                  | ユップ・ハインケス (ボルシアMG) ゲルト・ミュラー (バイエルン)：30得点                     |
| 1974-75  | ボルシア・メンヒェングラートバッハ   | ヘルタBSC                          | アイントラハト・フランクフルト       | VfBシュトゥットガルト テニス・ボルシア・ベルリン ヴッパーターラーSV                                  | ユップ・ハインケス (ボルシアMG)：27得点                                                   |
| 1975-76  | ボルシア・メンヒェングラートバッハ   | ハンブルガーSV                     | バイエルン・ミュンヘン               | ハノーファー96 キッカーズ・オッフェンバッハ バイエル05ユルディンゲン                                 | クラウス・フィッシャー(シャルケ)：29得点                                                  |
| 1976-77  | ボルシア・メンヒェングラートバッハ   | シャルケ04                         | アイントラハト・ブラウンシュヴァイク | カールスルーエSC テニス・ボルシア・ベルリン ロートヴァイス・エッセン                                 | ディーター・ミュラー (ケルン)：34得点                                                     |
| 1977-78  | 1.FCケルン                           | ボルシア・メンヒェングラートバッハ | ヘルタBSC                            | 1860ミュンヘン 1.FCザールブリュッケン ザンクト・パウリ                                               | ディーター・ミュラー (ケルン) ゲルト・ミュラー (バイエルン)：24得点                       |
| 1978-79  | ハンブルガーSV                       | VfBシュトゥットガルト              | 1.FCカイザースラウテルン             | アルミニア・ビーレフェルト 1.FCニュルンベルク ダルムシュタット98                                     | クラウス・アロフス (デュッセルドルフ)：22得点                                             |
| 1979-80  | バイエルン・ミュンヘン               | ハンブルガーSV                     | VfBシュトゥットガルト                | ヘルタBSC ヴェルダー・ブレーメン アイントラハト・ブラウンシュヴァイク                                | カール＝ハインツ・ルンメニゲ (バイエルン)：26得点                                         |
| 1980-81  | バイエルン・ミュンヘン               | ハンブルガーSV                     | VfBシュトゥットガルト                | 1860ミュンヘン シャルケ04 バイエル05ユルディンゲン                                                   | カール＝ハインツ・ルンメニゲ (バイエルン)：29得点                                         |
| 1981-82  | ハンブルガーSV                       | 1.FCケルン                         | バイエルン・ミュンヘン               | MSVデュースブルク ダルムシュタット98                                                                 | ホルスト・ルベッシュ (ハンブルク)：27得点                                                 |
| 1982-83  | ハンブルガーSV                       | ヴェルダー・ブレーメン             | VfBシュトゥットガルト                | カールスルーエSC ヘルタBSC                                                                           | ルディ・フェラー (ブレーメン)：23得点                                                     |
| 1983-84  | VfBシュトゥットガルト                | ハンブルガーSV                     | ボルシア・メンヒェングラートバッハ   | キッカーズ・オッフェンバッハ 1.FCニュルンベルク                                                      | カール＝ハインツ・ルンメニゲ (バイエルン)：26得点                                         |
| 1984-85  | バイエルン・ミュンヘン               | ヴェルダー・ブレーメン             | 1.FCケルン                           | カールスルーエSC アイントラハト・ブラウンシュヴァイク                                                | クラウス・アロフス (ケルン)：26得点                                                       |
| 1985-86  | バイエルン・ミュンヘン               | ヴェルダー・ブレーメン             | バイエル05ユルディンゲン             | 1.FCザールブリュッケン ハノーファー96                                                                | シュテファン・クンツ (ボーフム)：22得点                                                   |
| 1986-87  | バイエルン・ミュンヘン               | ハンブルガーSV                     | ボルシア・メンヒェングラートバッハ   | フォルトゥナ・デュッセルドルフ ブラウ＝ヴァイス90ベルリン                                            | ウーベ・ラーン (ボルシアMG)：24得点                                                       |
| 1987-88  | ヴェルダー・ブレーメン               | バイエルン・ミュンヘン             | 1.FCケルン                           | FC08ホンブルク シャルケ04                                                                            | ユルゲン・クリンスマン (シュトゥットガルト)：19得点                                       |
| 1988-89  | バイエルン・ミュンヘン               | 1.FCケルン                         | ヴェルダー・ブレーメン               | シュトゥットガルター・キッカーズ ハノーファー96                                                      | トーマス・アロフス (ケルン) ローラント・ヴォールファルト (バイエルン) 17得点              |
| 1989-90  | バイエルン・ミュンヘン               | 1.FCケルン                         | アイントラハト・フランクフルト       | ヴァルトホーフ・マンハイム FC08ホンブルク                                                            | ヨルン・アンデルセン (フランクフルト)：18得点                                             |
| 1990-91  | 1.FCカイザースラウテルン             | バイエルン・ミュンヘン             | ヴェルダー・ブレーメン               | ザンクト・パウリ バイエル05ユルディンゲン ヘルタBSC                                                  | ローラント・ヴォールファルト (バイエルン)：21得点                                         |
| 1991-92  | VfBシュトゥットガルト                | ボルシア・ドルトムント             | アイントラハト・フランクフルト       | シュトゥットガルター・キッカーズ ハンザ・ロストック MSVデュースブルク フォルトゥナ・デュッセルドルフ | フリッツ・ヴァルター (シュトゥットガルト)：22得点                                         |
| 1992-93  | ヴェルダー・ブレーメン               | バイエルン・ミュンヘン             | アイントラハト・フランクフルト       | VfLボーフム バイエル05ユルディンゲン 1.FCザールブリュッケン                                          | ウルフ・キルステン (レバークーゼン) アンソニー・イエボア (フランクフルト) 20得点          |
| 1993-94  | バイエルン・ミュンヘン               | 1.FCカイザースラウテルン           | バイエル04レバークーゼン             | 1.FCニュルンベルク SGヴァッテンシャイト VfBライプツィヒ                                              | シュテファン・クンツ (カイザースラウテルン) アンソニー・イエボア (フランクフルト)：18得点 |
| 1994-95  | ボルシア・ドルトムント               | ヴェルダー・ブレーメン             | SCフライブルク                       | VfLボーフム MSVデュースブルク ディナモ・ドレスデン                                                   | マリオ・バスラー (ブレーメン) ハイコ・ヘルリッヒ (ボルシアMG) 20得点                      |
| 1995-96  | ボルシア・ドルトムント               | バイエルン・ミュンヘン             | シャルケ04                           | 1.FCカイザースラウテルン アイントラハト・フランクフルト KFCユルディンゲン05                          | フレディ・ボビッチ (シュトゥットガルト)：17得点                                           |
| 1996-97  | バイエルン・ミュンヘン               | バイエル04レバークーゼン           | ボルシア・ドルトムント               | フォルトゥナ・デュッセルドルフ SCフライブルク ザンクト・パウリ                                       | ウルフ・キルステン (レバークーゼン)：22得点                                               |
| 1997-98  | 1.FCカイザースラウテルン             | バイエルン・ミュンヘン             | バイエル04レバークーゼン             | カールスルーエSC 1.FCケルン アルミニア・ビーレフェルト                                               | ウルフ・キルステン (レバークーゼン)：22得点                                               |
| 1998-99  | バイエルン・ミュンヘン               | バイエル04レバークーゼン           | ヘルタBSC                            | 1.FCニュルンベルク VfLボーフム ボルシア・メンヒェングラートバッハ                                    | ミヒャエル・プレーツ (ヘルタ)：23得点                                                     |
| 1999-00  | バイエルン・ミュンヘン               | バイエル04レバークーゼン           | ハンブルガーSV                       | SSVウルム1846 アルミニア・ビーレフェルト MSVデュースブルク                                           | マルティン・マックス (1860)：19得点                                                       |
| 2000-01  | バイエルン・ミュンヘン               | シャルケ04                         | ボルシア・ドルトムント               | SpVggウンターハヒンク アイントラハト・フランクフルト VfLボーフム                                     | セルゲイ・バルバレス (ハンブルク) エッベ・サンド (シャルケ)：22得点                       |
| 2001-02  | ボルシア・ドルトムント               | バイエル04レバークーゼン           | バイエルン・ミュンヘン               | SCフライブルク 1.FCケルン ザンクト・パウリ                                                           | マルシオ・アモローゾ (ドルトムント) マルティン・マックス (1860)：18得点                   |
| 2002-03  | バイエルン・ミュンヘン               | VfBシュトゥットガルト              | ボルシア・ドルトムント               | アルミニア・ビーレフェルト 1.FCニュルンベルク エネルギー・コットブス                                 | エウベル (バイエルン) トーマス・クリスチャンセン (ボーフム)：21得点                       |
| 2003-04  | ヴェルダー・ブレーメン               | バイエルン・ミュンヘン             | バイエル04レバークーゼン             | アイントラハト・フランクフルト 1860ミュンヘン 1.FCケルン                                             | アイウトン (ブレーメン)：28得点                                                           |
| 2004-05  | バイエルン・ミュンヘン               | シャルケ04                         | ヴェルダー・ブレーメン               | VfLボーフム ハンザ・ロストック SCフライブルク                                                        | マレク・ミンタル (ニュルンベルク)：24得点                                                 |
| 2005-06  | バイエルン・ミュンヘン               | ヴェルダー・ブレーメン             | ハンブルガーSV                       | 1.FCカイザースラウテルン 1.FCケルン MSVデュースブルク                                                | ミロスラフ・クローゼ (ブレーメン)：25得点                                                 |
| 2006-07  | VfBシュトゥットガルト                | シャルケ04                         | ヴェルダー・ブレーメン               | マインツ05 アレマニア・アーヘン ボルシア・メンヒェングラートバッハ                                   | テオファニス・ゲカス (ボーフム)：20得点                                                   |
| 2007-08  | バイエルン・ミュンヘン               | ヴェルダー・ブレーメン             | シャルケ04                           | 1.FCニュルンベルク ハンザ・ロストック MSVデュースブルク                                              | ルカ・トーニ (バイエルン)：24得点                                                         |
| 2008-09  | VfLヴォルフスブルク                  | バイエルン・ミュンヘン             | VfBシュトゥットガルト                | エネルギー・コットブス カールスルーエSC アルミニア・ビーレフェルト                                   | グラフィッチ (ヴォルフスブルク)：28得点                                                   |
| 2009-10  | バイエルン・ミュンヘン               | シャルケ04                         | ヴェルダー・ブレーメン               | VfLボーフム ヘルタBSC                                                                                | エディン・ジェコ (ヴォルフスブルク)：22得点                                               |
| 2010-11  | ボルシア・ドルトムント               | バイエル04レバークーゼン           | バイエルン・ミュンヘン               | アイントラハト・フランクフルト ザンクト・パウリ                                                      | マリオ・ゴメス (バイエルン)：29得点                                                       |
| 2011-12  | ボルシア・ドルトムント               | バイエルン・ミュンヘン             | シャルケ04                           | ヘルタBSC 1.FCケルン 1.FCカイザースラウテルン                                                        | クラース・ヤン・フンテラール (シャルケ)：29得点                                           |
| 2012-13  | バイエルン・ミュンヘン               | ボルシア・ドルトムント             | バイエル04レバークーゼン             | フォルトゥナ・デュッセルドルフ グロイター・フュルト                                                  | シュテファン・キースリング (レバークーゼン)：25得点                                       |
| 2013-14  | バイエルン・ミュンヘン               | ボルシア・ドルトムント             | シャルケ04                           | 1.FCニュルンベルク アイントラハト・ブラウンシュヴァイク                                              | ロベルト・レヴァンドフスキ (ドルトムント)：20得点                                         |
| 2014-15  | バイエルン・ミュンヘン               | VfLヴォルフスブルク                | ボルシア・メンヒェングラートバッハ   | SCフライブルク SCパーダーボルン                                                                      | アレクサンダー・マイアー (フランクフルト)：19得点                                         |
| 2015-16  | バイエルン・ミュンヘン               | ボルシア・ドルトムント             | バイエル04レバークーゼン             | VfBシュトゥットガルト ハノーファー96                                                                 | ロベルト・レヴァンドフスキ (バイエルン)：30得点                                           |
| 2016-17  | バイエルン・ミュンヘン               | RBライプツィヒ                     | ボルシア・ドルトムント               | FCインゴルシュタット ダルムシュタット98                                                              | ピエール＝エメリク・オーバメヤン (ドルトムント)：31得点                                   |
| 2017-18  | バイエルン・ミュンヘン               | シャルケ04                         | 1899ホッフェンハイム                 | ハンブルガーSV 1.FCケルン                                                                            | ロベルト・レヴァンドフスキ (バイエルン)：29得点                                           |
| 2018-19  | バイエルン・ミュンヘン               | ボルシア・ドルトムント             | RBライプツィヒ                       | VfBシュトゥットガルト ハノーファー96 1.FCニュルンベルク                                              | ロベルト・レヴァンドフスキ (バイエルン)：22得点                                           |
| 2019-20  | バイエルン・ミュンヘン               | ボルシア・ドルトムント             | RBライプツィヒ                       | フォルトゥナ・デュッセルドルフ SCパーダーボルン                                                      | ロベルト・レヴァンドフスキ (バイエルン)：34得点                                           |
| 2020-21  | バイエルン・ミュンヘン               | RBライプツィヒ                     | ボルシア・ドルトムント               | ヴェルダー・ブレーメン シャルケ04                                                                    | ロベルト・レヴァンドフスキ (バイエルン)：41得点                                           |
| 2021-22  | バイエルン・ミュンヘン               | ボルシア・ドルトムント             | バイエル04レバークーゼン             | アルミニア・ビーレフェルト グロイター・フュルト                                                      | ロベルト・レヴァンドフスキ (バイエルン)：35得点                                           |
| 2022-23  | バイエルン・ミュンヘン               | ボルシア・ドルトムント             | RBライプツィヒ                       | シャルケ04 ヘルタBSC                                                                                 | ニクラス・フュルクルク (ブレーメン) クリストファー・エンクンク (ライプツィヒ)：16得点     |
| 2023-24  | バイエル04レバークーゼン             | VfBシュトゥットガルト              | バイエルン・ミュンヘン               | 1.FCケルン SVダルムシュタット98                                                                      | ハリー・ケイン (バイエルン) ：36得点                                                      |
| 2024-25  | バイエルン・ミュンヘン               | バイエル04レバークーゼン           | アイントラハト・フランクフルト       | VfLボーフム ホルシュタイン・キール                                                                   | ハリー・ケイン(バイエルン)：26得点                                                        |

## クラブ別優勝回数
| クラブ                               | 優勝 | 2位 | 優勝年度 | 2位年度                                                                                  |
| ------------------------------------ | ---- | --- | --- | ---------------------------------------------------------------------------------------- |
| バイエルン・ミュンヘン               | 34   | 10  | 1968-69, 1971-72, 1972-73, 1973-74, 1979-80, 1980-81, 1984-85, 1985-86, 1986-87, 1988-89, 1989-90, 1993-94, 1996-97, 1998-99, 1999-00, 2000-01, 2002-03, 2004-05, 2005-06, 2007-08, 2009-10, 2012-13, 2013-14, 2014-15, 2015-16, 2016-17, 2017-18, 2018-19, 2019-20, 2020-21, 2021-22, 2022-23, 2024-25 | 1969-70, 1970-71, 1987-88, 1990-91, 1992-93, 1995-95, 1997-98, 2003-04, 2008-09, 2011-12 |
| ボルシア・ドルトムント               | 5    | 9   | 1994-95, 1995-96, 2001-02, 2010-11, 2011-12 | 1965-66, 1991-92, 2012-13, 2013-14, 2015-16, 2017-18, 2019-20, 2021-22, 2022-23          |
| ボルシアMG                           | 5    | 2   | 1969-70, 1970-71, 1974-75, 1975-76, 1976-77 | 1973-74, 1977-78                                                                         |
| ヴェルダー・ブレーメン               | 4    | 7   | 1964-65, 1987-88, 1992-93, 2003-04 | 1967-68, 1982-83, 1984-85, 1985-86, 1994-95, 2005-06, 2007-08                            |
| ハンブルガー                         | 3    | 5   | 1978-79, 1981-82, 1982-83 | 1975-76, 1979-80, 1980-81, 1983-84, 1986-87                                              |
| シュトゥットガルト                   | 3    | 3   | 1983-84, 1991-92, 2006-07 | 1978-79, 2002-03, 2023-24                                                                |
| ケルン                               | 2    | 5   | 1963-64, 1977-78 | 1964-65, 1972-73, 1981-82, 1988-89, 1989-90                                              |
| カイザースラウテルン                 | 2    | 1   | 1990-91, 1997-98 | 1993-94                                                                                  |
| バイエル・レバークーゼン             | 1    | 6   | 2023-24 | 1996-97, 1998-99, 1999-00, 2001-02, 2010-11, 2024-25                                     |
| 1860ミュンヘン                       | 1    | 1   | 1965-66 | 1966-67                                                                                  |
| ヴォルフスブルク                     | 1    | 1   | 2008-09 | 2014-15                                                                                  |
| アイントラハト・ブラウンシュヴァイク | 1    | 0   | 1966-67 |                                                                                          |
| ニュルンベルク                       | 1    | 0   | 1967-68 |                                                                                          |
| シャルケ04                           | 0    | 7   | | 1971-72, 1976-77, 2000-01, 2004-05, 2006-07, 2009-10, 2017-18                            |
| RBライプツィヒ                       | 0    | 2   | | 2016-17, 2020-21                                                                         |
| デュースブルク                       | 0    | 1   | | 1963-64                                                                                  |
| アレマニア・アーヘン                 | 0    | 1   | | 1968-69                                                                                  |
| ヘルタ・ベルリン                     | 0    | 1   | | 1974-75                                                                                  |

## 国際大会での主な戦績
- UEFAチャンピオンズリーグ優勝：8回
  - バイエルン・ミュンヘン（6回）
  - ハンブルガーSV（1回）
  - ボルシア・ドルトムント（1回）
- UEFAチャンピオンズリーグ準優勝：11回
  - バイエルン・ミュンヘン（5回）
  - ボルシア・ドルトムント（2回）
  - ハンブルガーSV（1回）
  - アイントラハト・フランクフルト（1回）
  - ボルシア・メンヒェングラートバッハ（1回）
  - バイエル04レバークーゼン（1回）
- UEFAヨーロッパリーグ優勝：7回
  - ボルシア・メンヒェングラートバッハ（2回）
  - アイントラハト・フランクフルト（2回）
  - バイエル04レバークーゼン（1回）
  - バイエルン・ミュンヘン（1回）
  - シャルケ04（1回）
- UEFAヨーロッパリーグ準優勝：9回
  - ボルシア・メンヒェングラートバッハ（2回）
  - ボルシア・ドルトムント（2回）
  - ハンブルガーSV（1回）
  - 1.FCケルン（1回）
  - VfBシュトゥットガルト（1回）
  - ヴェルダー・ブレーメン（1回）
  - バイエル04レバークーゼン（1回）
- UEFAカップウィナーズカップ優勝：5回
  - ボルシア・ドルトムント（1回）
  - バイエルン・ミュンヘン（1回）
  - 1.FCマクデブルク（1回）
  - ハンブルガーSV（1回）
  - ヴェルダー・ブレーメン（1回）
- UEFAカップウィナーズカップ準優勝：5回
  - 1860ミュンヘン（1回）
  - ハンブルガーSV（1回）
  - フォルトゥナ・デュッセルドルフ（1回）
  - カールツァイス・イェーナ（1回）
  - VfBシュトゥットガルト（1回）
- UEFAスーパーカップ優勝：2回
  - バイエルン・ミュンヘン（2回）
- UEFAスーパーカップ準優勝：8回
  - バイエルン・ミュンヘン（3回）
  - ヴェルダー・ブレーメン（1回）
  - ハンブルガーSV（2回）
  - ボルシア・ドルトムント（1回）
  - アイントラハト・フランクフルト（1回）
- インターコンチネンタルカップ優勝：3回
  - バイエルン・ミュンヘン（2回）
  - ボルシア・ドルトムント（1回）
- インターコンチネンタルカップ準優勝：2回
  - ボルシア・メンヒェングラートバッハ（1回）
  - ハンブルガーSV（1回）
- FIFAクラブワールドカップ優勝：2回
  - バイエルン・ミュンヘン（2回）

## 観客動員数
2012年の調査では、観客動員数において世界1位のサッカーリーグであった。2016-17シーズンの平均観客動員数は4万2388人で、欧州リーグで1位となった。一方、2016-17シーズンの集客率は91.27%で欧州リーグで2位であった。